# Wild Oranges
Wild Oranges is een Amerikaanse dramafilm uit 1924 onder regie van King Vidor.

## Verhaal
Millie Stope woont met haar grootvader op een afgelegen eiland. Ze worden er lastiggevallen door de ontsnapte gevangene Iscah Nicholas. De weduwnaar John Woolfolk tracht zijn zinnen te verzetten door doelloos op zee te zeilen met zijn jacht. Hij meert toevallig aan bij een baai op het eiland. Daar merkt hij al spoedig dat er iets niet pluis is. Bovendien wordt hij verliefd op Millie, die haar kans schoon ziet om eindelijk weg te komen. Alleen heeft Nicholas weinig goeds in de zin, wanneer hij te weten komt dat ze ervandoor wil gaan.

## Rolverdeling
| Acteur           | Personage        |
| ---------------- | ---------------- |
| Frank Mayo       | John Woolfolk    |
| Virginia Valli   | Millie Stope     |
| Ford Sterling    | Paul Halvard     |
| Nigel De Brulier | Litchfield Stope |
| Charles A. Post  | Iscah Nicholas   |